# Stazione di Antrodoco Centro
La stazione di Antrodoco Centro è una fermata ferroviaria posta sulla linea Terni-Sulmona. Serve il centro storico della cittadina di Antrodoco.

## Storia

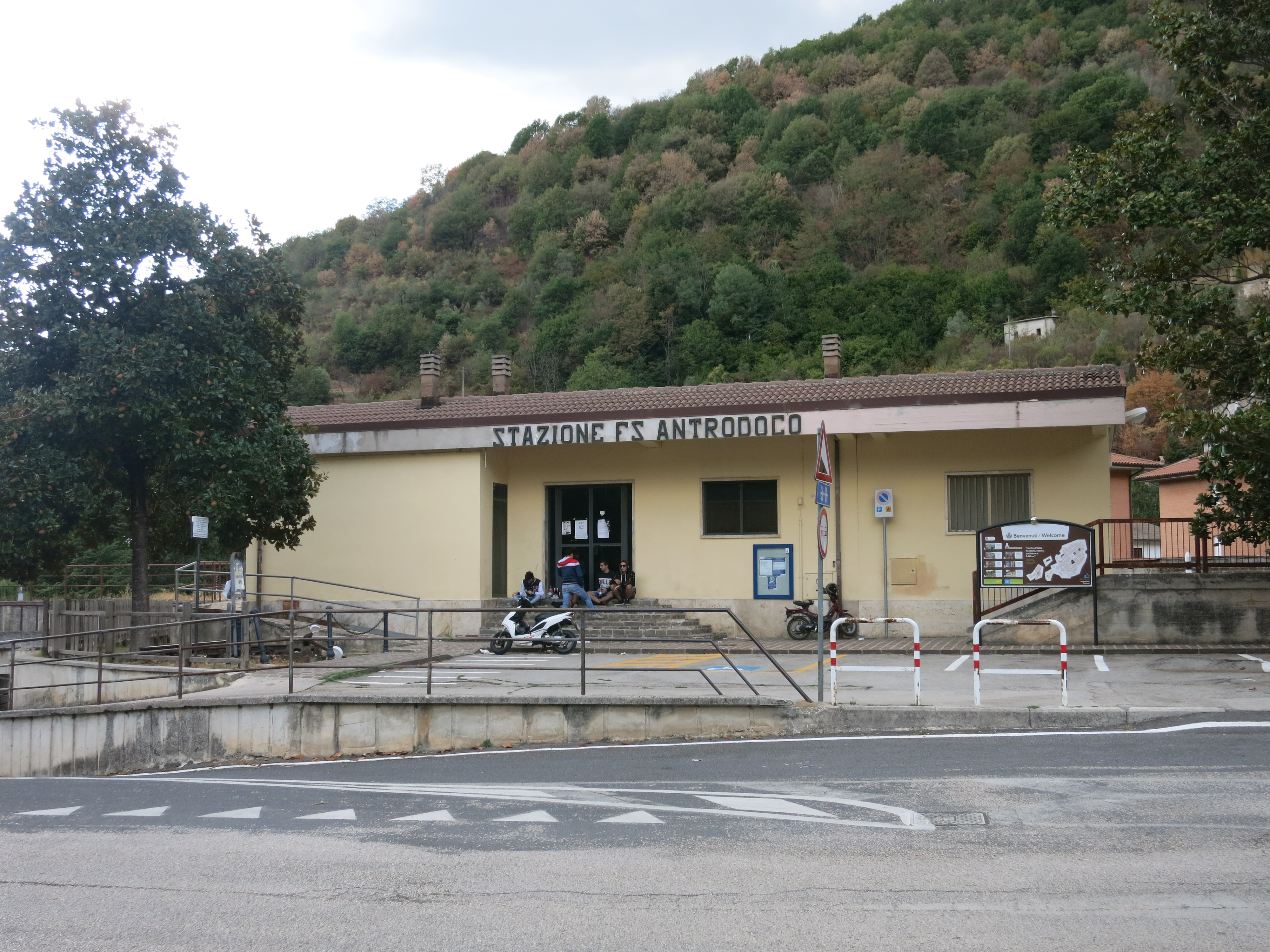
Il fabbricato viaggiatori dall'esterno

Nel 1883, alla costruzione della ferrovia Terni-L'Aquila, venne edificata la stazione di Antrodoco-Borgo Velino, destinata a servire i due centri di Antrodoco e Borgo Velino e posta a metà strada tra i due abitati.
Nonostante i binari passassero molto vicino ad entrambi i paesi (a 150 metri dal Corso di Borgo Velino e a circa 200 dalla piazza principale di Antrodoco), gli abitanti dei due borghi erano costretti a percorrere oltre un chilometro per prendere il treno. La decisione di costruire un'unica stazione a servizio dei due paesi era dovuta alla modesta distanza tra i due abitati, che rendeva il disagio sopportabile e l'accessibilità della stazione comunque discreta. Ma soprattutto era dovuta alla necessità di spazio per impiantare tutte le strutture necessarie ad una stazione importante quale quella ai piedi di un valico appenninico impegnativo (quello di Sella di Corno), come la rimessa per i locomotori addizionali da agganciare al convoglio per disporre di una potenza adeguata, spazio che nella stretta vallata si poteva trovare solo nella campagna tra i due paesi.
Dopo la seconda guerra mondiale, per migliorare l'accesso alla ferrovia, l'amministrazione comunale di Antrodoco chiese ed ottenne l'istituzione di una fermata nel tratto dei binari più prossimo al paese. La fermata fu attivata con l'orario del 3 giugno 1956.

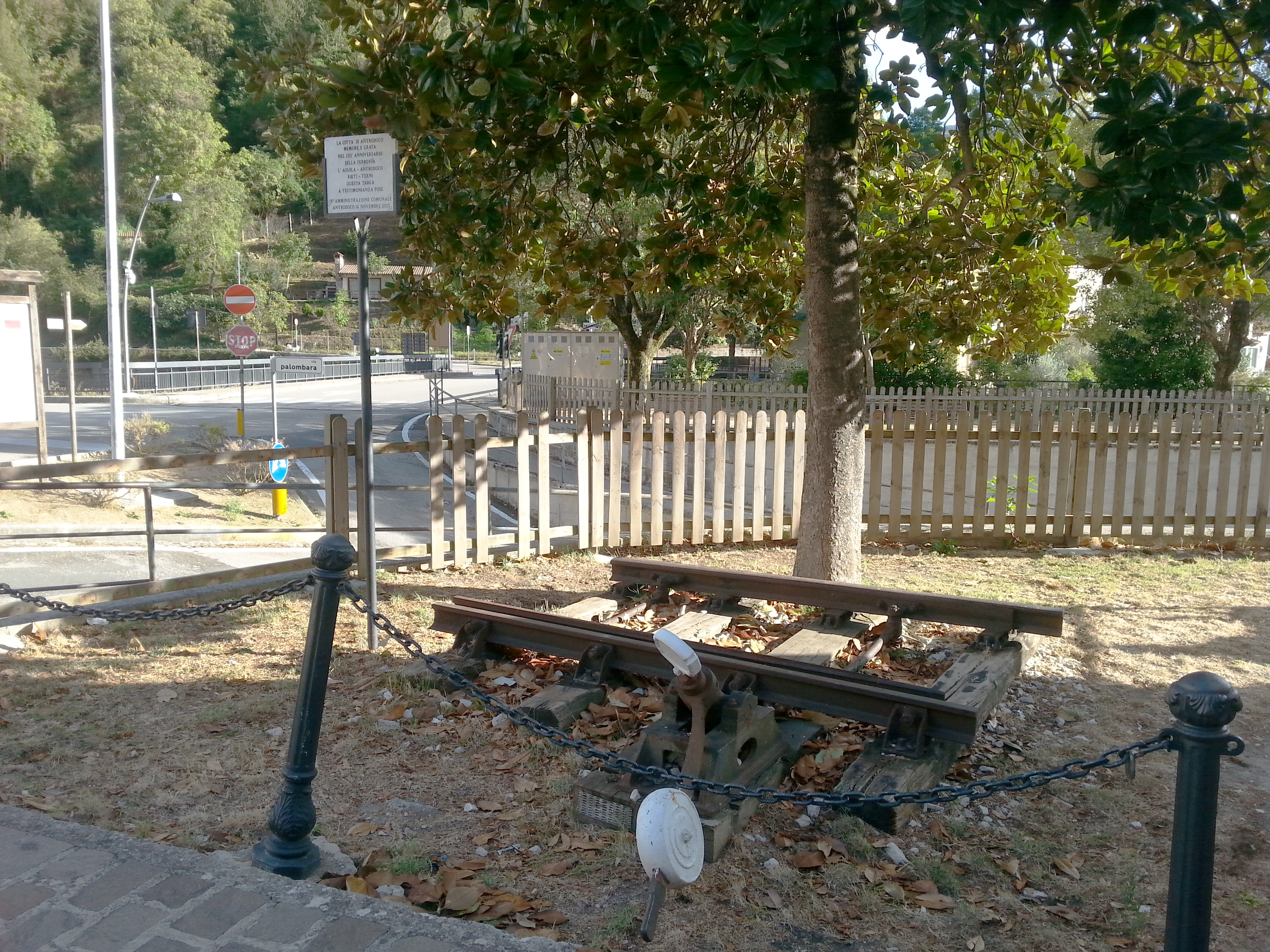
Il monumento per il 130º anniversario della linea

Il 16 novembre 2013, in occasione del 130º anniversario della linea ferroviaria, sono stati posizionati ad Antrodoco Centro un Monumento al Ferroviere, costituito da un frammento di binario con deviatoio, ed una targa in marmo.

## Strutture e impianti

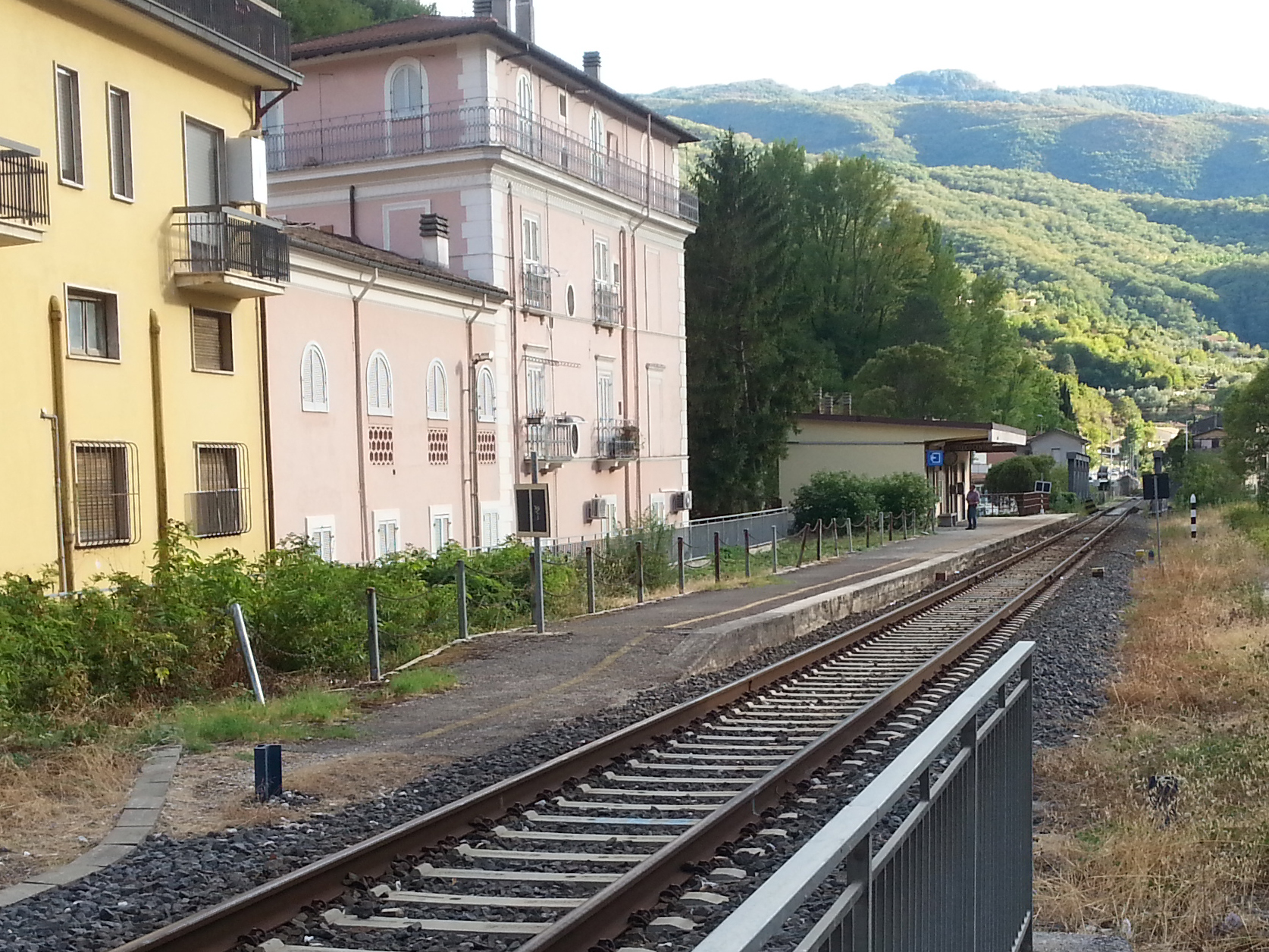
Veduta dell'impianto dal passaggio a livello sul lato L'Aquila

L'impianto è stretto tra il ponte ferroviario sul fiume Velino (in direzione Rieti) e il passaggio a livello di viale delle Rimembranze (in direzione L'Aquila), a cui segue la galleria Castello con cui la linea ferroviaria sottopassa il colle a fianco del paese. La fermata si trova a soli settecento metri dall'adiacente stazione di Antrodoco-Borgo Velino e di fatto si trova all'interno dei suoi segnali di protezione.
La fermata consta di un unico binario, servito da una banchina della lunghezza di 90 metri, parzialmente coperta dal tetto del fabbricato, con altezza sul piano del ferro inferiore allo standard di 55 cm.
Il fabbricato viaggiatori, ad un solo piano, affaccia esternamente su piazza Guglielmo Marconi ed ospita la sala d'aspetto.

## Movimento
Al 2007, l'impianto risultava frequentato da un traffico giornaliero medio di 123 persone.
Il servizio passeggeri è esercitato da FCU (oggi parte di BusItalia), per mezzo di automotrici diesel ALn 776.
Ad Antrodoco Centro fermano ogni giorno circa 34 treni, diretti a Terni o all'Aquila. La stazione, inoltre, è il capolinea per due coppie di treni che svolgono la relazione Terni-Antrodoco senza proseguire verso L'Aquila.